# Iosif Kalai
Iosif Ladislau Kalai (maghiară Kállai László József) (n. 1 ianuarie 1980, România) este un fotbalist român de etnie maghiară. Joacă în prezent pentru CSO Retezatul Hateg în calitate de mijlocas central. Kalai anterior a jucat pentru Inter Petrila, Jiul Petroșani, Politahnica Iași și FCM Bacău, în primele trei ligi de fotbal din România.